# Геращенково
Геращенково — поселок в Алексеевском районе (городском округе, с 2018) Белгородской области, входит в состав Советского сельского поселения.

## Описание
Расположен в восточной части области, в 40 км к юго-востоку от районного центра, города Алексеевки. 
| 2002 | 2010 |
| ---- | ---- |
| 105  | ↗108 |

Улицы и переулки
| - ул. Дорожная |

## История
Упоминается в Памятной книжке Воронежской губернии за 1887 год как "хуторъ Геращенковъ" Шелякинской волости Бирюченского уезда. Число жителей обоего пола — 262, число дворов — 38.